# 銀色の悪夢
「銀色の悪夢」（ぎんいろのあくむ、原題: "Nightmare in Silver"）は、イギリスのSFドラマ『ドクター・フー』の第7シリーズ第12話。2013年5月11日に BBC One で初放送された。脚本はニール・ゲイマン、監督はスティーヴン・ウールフェンデンが担当し、視聴者数は664万人を記録した。批評家のレビューは賛否両論であった。
本作では、異星人のタイムトラベラー11代目ドクター（演:マット・スミス）とコンパニオンの家庭教師クララ・オズワルド（演:ジェナ・ルイーズ・コールマン）が、クララの受け持つ生徒アンジー（演:イヴ・デ・レオン・アレン）とアーティ（演:カシウス・キャリー・ジョンソン）を地球外のテーマパークに連れて行く。パークには1000年前の戦争に敗れたサイバーマンとして知られるサイボーグが潜伏していた。ドクターを発見したサイバーマンは彼をサイバープランナーにアップグレードし、サイバープランナーとドクターは肉体を巡って精神世界でチェスの対決に臨む。

## 製作
脚本家ニール・ゲイマンは肯定的に受け止められた第6シリーズ「ハウスの罠」を執筆していた。筆頭脚本家兼エグゼクティブ・プロデューサーのスティーヴン・モファットは、第7シリーズでの脚本執筆と、サイバーマンを再び怖ろしい存在にすることを依頼した。ゲイマンは「ハウスの罠」のヒューゴー賞受賞の際のスピーチで『ドクター・フー』への復帰を告知した。彼の『ドクター・フー』第3作は第7シリーズ後半での公開が予定されていたが、「ハウスの罠」がそうであったように公開が先送りになる可能性もあると彼は主張した。

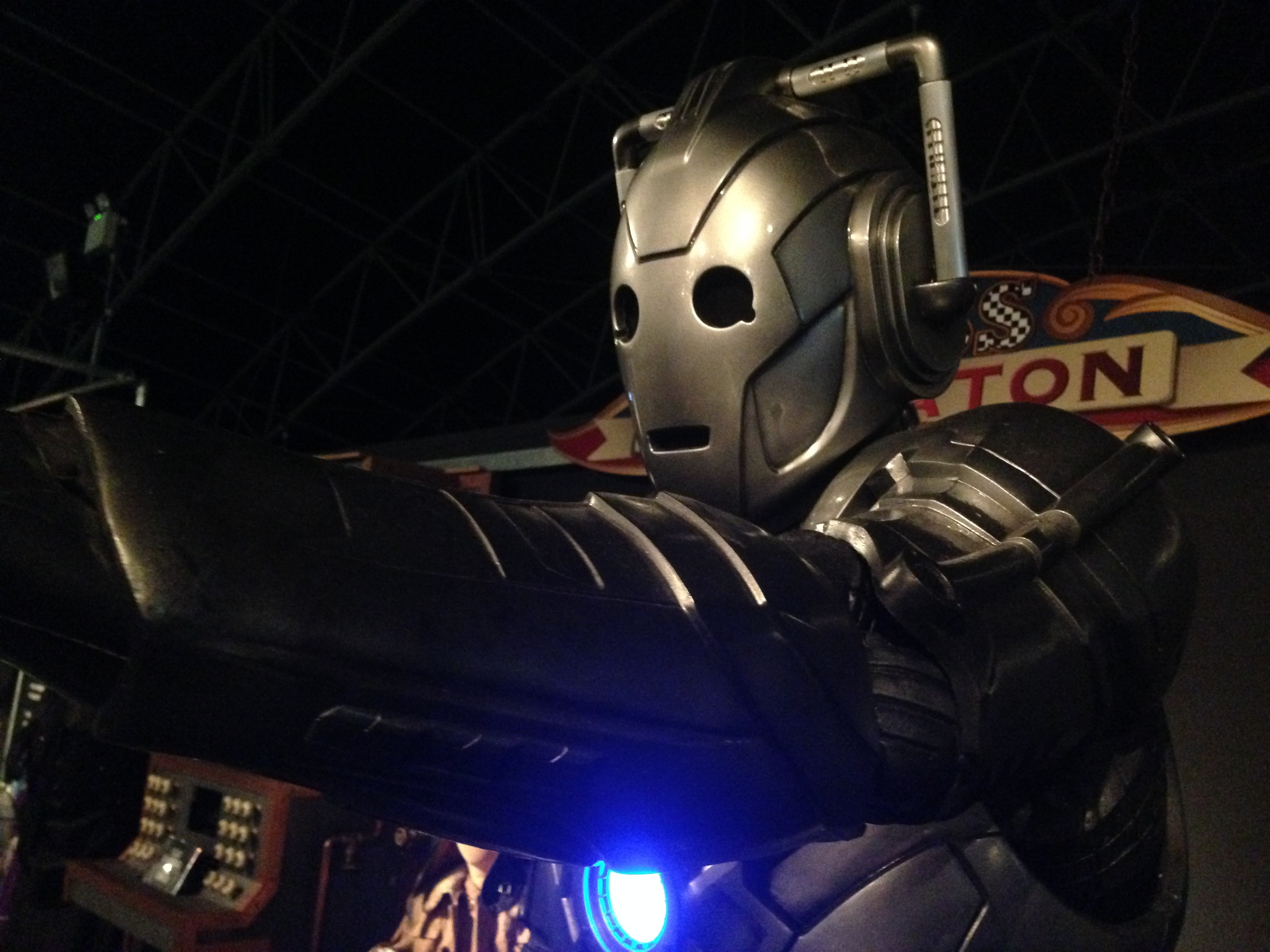
新たにデザインされたサイバーマン

本作は新シリーズで初めてサイバーマンのデザインが変更されることになった。モファットはサイバーマンのデザイン変更の理由について、クラシックシリーズでは何度も姿を変えている一方で新シリーズでは第2シリーズ「サイバーマン襲来」「鋼鉄の時代」（2006年）以来変わっていないことを挙げた。デザイン更新にあたって、ゲイマンはクラシックシリーズ The Moonbase（1967年）や The Tomb of the Cybermen（1967年）を振り返り、1960年代のサイバーマンを採用してそれ以降に起きた全てのことを取り入れることを決めた。しかし、彼は「狂ったような奇妙な浪漫に完全に横道に逸れてしまった」と語った。以前のデザインのサイバーマンも本作に登場するが、主要な脅威にはなっていなかった。ゲイマンは当時の『ドクター・フー』コミュニティにサイバーマンを合理化させようとした。クラシックシリーズのサイバーマンは異星人のサイボーグであったのに対し、新シリーズのサイバーマンはパラレルワールドの人間に由来するサイボーグであり、ゲイマンは「もうひとりのドクター」（2008年）の後に2種類のサイバーマンが遭遇して統合され本作のサイバーマンが誕生したと意見を述べた。
ポリッジ役のワーウィック・デイヴィスは『ドクター・フー』、特にゲイマンの執筆したサイバーマンの登場するエピソードへの出演はスリリングだと主張した。
ロケ地での撮影は2012年11月上旬にカステル・コッホで行われた。カステル・コッホは第4シリーズ「旅の終わり」でドイツの城としても使用された。

### 台本の紛失
カステル・コッホでの撮影の間、読み合わせの台本のコピーがカーディフのタクシーで発見された。所有者はイヴ・デ・レオン・アレンで、タイトルは後に変更された "The Last Cyberman" と表記されていた。台本を発見したハンナ・ダラムはFacebookに台本の写真と「『ドクター・フー』の台本をタクシーの後部座席で見つけた。誰か気の利いたネタバレは？」というキャプションを投稿。ダン・ローリングもFacebook上の友人が月曜日のカーディフのタクシーで台本を発見したことをRedditに投稿した。ハンナとダンは脚色を加えており、両者はBBCに台本を返却した。

## 放送と反応
当夜の推定視聴者数は470万人、最終合計人数は664万人に達し、その週の BBC One の番組では9番目に多く視聴された。Appreciation Index は84を記録した。
日本では放送されていないが、2013年11月23日から『ドクター・フー』の第5シリーズから第7シリーズにかけての独占配信がHuluで順次開始され、「銀色の悪夢」は2014年に配信が開始された。

### 批評家の反応
| 専門評論家によるレビュー | 専門評論家によるレビュー |
| レビュー・スコア         | レビュー・スコア         |
| 出典                     | 評価                     |
| ------------------------ | ------------------------ |
| Den of Geek              | [ 17 ]                   |
| IGN                      | 7/10                     |
| ニューヨーク・マガジン   | [ 19 ]                   |
| ラジオ・タイムズ         | [ 20 ]                   |
| SFX                      | [ 21 ]                   |
| The A.V. Club            | B/B- 〜 A-               |
| デイリー・テレグラフ     | [ 23 ]                   |
| TV Fanatic               | [ 24 ]                   |

批評家の反応は一般に肯定的で、マット・スミスとワーウィック・デイヴィスの演技が広く称賛された。ガーディアン紙のダン・マーティンは、本作が風変りだが効果的なニール・ゲイマンの脚本により60年代以来の怖ろしさに回帰した作品であると主張した。ニューヨーク・マガジンのロス・ルーディガーはゲイマンが説得力のある驚くべき世界を創り上げたと述べ、アミューズメントパークのデザインを称賛した。また、彼はキャスト、特にデオイヴィスの演技を絶賛した。デイリー・テレグラフのサラ・クロンプトンは本作に星4つを与えた。彼女はもっとペースとトーンにバリエーションがあっても良いと感じたが、ゲイマンはサイバーマンを再び怖ろしい存在にすることに成功したと述べ、スミスとデイヴィスの演技も称賛した。Den of Geek noのサイモン・ブリューは非常に良いエピソードであると評価し、エピソードに溶け込んでいる過去のシリーズへの言及を見るためにももう一度見る価値があると論評した。彼は『スタートレックボーグ』の影響を感じずにはいられないと述べ、種を超えて生物をアップグレードできるというボーグのような適応がサイバーマンを倒せないという印象をもたらしているとコメントした。IGNのマーク・スノーも肯定的なレビューをしており、「『ドクター・フー』の象徴的で時を超えた悪役が不十分な復活を遂げても本作はしっかりと成立している」と述べ、またデイヴィスの演技も称賛した。
インデペンデント紙のニーラ・デブナスは否定的であった。本作を宣伝に見合わなかったもう1つのエピソードであると評価し、精神世界でのドクターの台詞をよく書けていたと認めつつも他のキャラクターは二次元的かつ蛇足に感じられたと述べ、スミスの演技が本作を視聴する数少ない理由の1つだと述べた。ラジオ・タイムズのパトリック・マルケーンも否定的であり、本作を"オールマイティなサイバー失敗作"と表現し、彼曰く忌まわしい Silver Nemesis になぞらえた。